# Lütjenburg
Lütjenburg er administrationsby og kommune i det nordlige Tyskland, beliggende i Amt Lütjenburg i den nordøstlige del af Kreis Plön. Kreis Plön ligger i den østlige/centrale del af delstaten Slesvig-Holsten.

## Historie
Lütjenburgs historie begyndte med en befæstet bosætning af vagriere, som af Saxo Grammaticus kaldes Liutcha og af Helmold af Bosau kaldes Lutilinburg. Borgen lå sandsynligvis ved Binnensee (voldene Alte Burg von Stöfs) og/eller ved Sehlendorfer sø (voldene Hochborre/Hochborm ved Sechendorf og Futterkamp). Søer kunne tjene som havne, Vagrierne brugte dem ved angreb på Danmark. Dette førte til et (mislykket) dansk flådeangreb på Liutcha i 1113. Gentagne gange var der også vagrisk-slaviske angreb på de holsten-saksiske områder vest for Limes Saxoniae. Ved felttog af Heinrich af Bade og Holstens overbode (militære hærfører) Marcrad I blev vagrierne endelig besejret i 1138/39 og bragt under tysk overherredømme.
I forbindelse med kolonisering og missionærindsats lod Adolf II af Schauenburg den første kirke i Lütjenburg opføre omkring 1156, men ikke ved den gamle vagriske bebyggelse, men lidt inde i landet ved skæringspunktet mellem to veje. I 1163 fandt biskop Gerold af Oldenburg/Lübeck allerede en lille bosættelse af tyskere i tilknytning til kirken. Bebyggelsen blev udviklet som en raste- og en markedsplads og fik (sandsynligvis før 1239) lybske købstadsrettigheder af Adolf IV af Schauenburg. Ved denne lejlighed skal opførelsen af nutidens kirke være påbegyndt. Kirken blev oprindeligt kaldt St. Blasius, men efter Reformation St. Michaelis. Lütjenburg fik købstadsrettigheder i 1275
Byens økonomi var baseret på landbrug, håndværk og handel, men manglen på en havn og konkurrencen fra nabobyer som Kiel (grundlagt i 1240), Neustadt in Holstein (grundlagt omkring 1244) og Heiligenhafen (grundlagt i 1250) svækkede udviklingen af handelen betydeligt. Af denne grund var der gentagne planer om at flytte byen til Østersøen, hvilket dog i sidste ende ikke skete. Den økonomiske situation i Lütjenburg var til sidst så spændt, at Adolf VII i 1373 gav byen en femårig skattefritagelse, hvilket var meget usædvanligt.
I 1460 kom byen under den danske krone, som i 1497 gav Lütjenburg som arv til godsejeren af Neuhaus (ved Giekau) Hans Rantzau. Forholdet mellem byen med dens stadsrettigheder og dens nye adelige herrer var ofte spændt: under Grevens Fejde 1534-1536, da Lübeck var i krig med Danmark (og dermed også med den danske fungerende guvernør og fungerende hærfører Rantzau), sluttede Lütjenburg op på Lübecks side. Som straf for sit forræderi blev byen ved et dekret fra 1545 dømt til tvangsarbejde for Godset Neuhaus. Den fortsatte konflikt mellem Lütjenburg og Neuhaus fortsatte fra nu af hovedsagelig gennem retsprocesser, hvorved byen gjorde forsøg på at forsvare sine stadsrettigheder mislykkedes.
Byen klagede også for forringelse af dets landbrug ved jagtaktiviteter udøvet af bosiddende adel fra de omkringliggende godser (Neuhaus, Neudorf, Helmstorf, (Vand-) Neversdorf, Panker, Hohenfelde, Kletkamp, Klamp), mens adelen på sin side beskyldte indbyggerne for tyveri af træ. På den anden side forsøgte lütjenburgerne at sikre sig samtykke fra grundejeren til at foretage søhandel.
I 1627, under trediveårskrigen, besatte en kejserlig hær byen og plyndrede den. I 1643 betalte Lütjenburg den svenske general Lennart Torstenson 1.000 rigsdaler (i såkaldt brandskat) for at undgå en ny besættelse. I 1633 og 1645 hærgede store brande byen.
1639-1642 blev Lütjenburg afstået af Rantzau til den kejserlige grev Christian von Pentz, guvernør i Glückstadt, i bytte for Großenbrode og godset Klausdorf. Den nye ejer solgte byen samt godset Neudorf allerede i 1642 til den danske kong Christian IV. Som følge af det fortsatte kaos af krig også efter 1648 var byen til sidst så forgældet, at Christian V i 1696 erklærede den konkurs.
Under den store nordiske krig i 1713 invaderede den svenske general Magnus Stenbock Holsten. Lütjenburg måtte igen betale 2000 rigsdaler i brandskat. Derefter forblev forholdene stort set fredelige indtil Napoleonskrigene og byen begyndte gradvist et beskedent opsving. En folketælling i 1769 viste, at byen da havde 1.006 indbyggere.
I årene 1813-1815 var Holsten besat af en svensk-preussisk-russisk hær, hvilket betød omfattende indkvarteringsforhold i Lütjenburg.
I 1826 ødelagde en stor brand fra vindmøllen omkring en tredjedel af byen, herunder kirketårnet; dog blev det udskårne højalter fra 1467 skånet af branden. Vindmøllen blev hurtigt genopbygget, da det reducerede afhængigheden af godset Helmstorfs vandmølle.
De hjemmehørende handelsskibes antal og læstedrægtighed i Lütjenburg fremgår af nedenstående tabel:
| År   | Antal | kmcl |
| ---- | ----- | ---- |
| 1832 | 3     | 15½  |
| 1833 | 3     | 15½  |
| 1834 | 4     | 17½  |
| 1835 | 4     | 17½  |
| 1836 | 5     | 23½  |
| 1837 | 5     | 29   |
| 1838 | 7     | 48½  |
| 1839 | 7     | 49   |

Indbyggertallet var 1.296 indbyggere i 1803, 1.876 indbyggere i 1835, 2.012 indbyggere i 1840, i 1845 2.109 indbyggere, i 1855 2.199 indbyggere og i 1860 2.243 indbyggere.
Treårskrigen (1848-1850) kostede fem Lütjenburgere livet og borgmester Ludwig Wyneken embedet, idet de danske myndigheder fjernede ham på grund af tvivl om hans loyalitet. Efter ophøret af det danske styre i 1864 blev han genindsat.
I 1867 blev Slesvig-Holsten en preussisk provins.

## Geografi
Byen ligger omkring 38 km øst for Kiel ved Bundesstraße 202 og ved den lille flod Kossau. En naboby er badebyen Hohwacht ved Østersøen.